# Shifters (groupe musical)
 (mars 2016).
Si vous disposez d'ouvrages ou d'articles de référence ou si vous connaissez des sites web de qualité traitant du thème abordé ici, merci de compléter l'article en donnant les références utiles à sa vérifiabilité et en les liant à la section « Notes et références ».
Pour l'association loi de 1901, indépendante de The Shift Project, mais entretenant des liens étroits avec lui, voir The Shift Project : Les Shifters.
Les Shifters sont un groupe de power pop toulousain des années 1980.

## Histoire
En décembre 1985, Jérôme Estèbe, fan de rythm and blues et de guitares saturées, et Zahardin Boukortt, plutôt tourné vers la pop anglaise, décident de former un groupe ensemble. Jérôme prend la guitare, Zahardin la basse, et ils embauchent un batteur, Alain Bardin.
Ce trio fait son premier concert en Aveyron en première partie des Pretty Things. C'est à cette occasion qu'ils rencontrent Dick Taylor, qui accepte de produire leur premier 45 tours (Coming too fast) et leur offre un titre inédit des Pretty Things, Turn my head.  Ce titre figure sur l'album des Shifters Lazy and Some Kind of Crazy.
Après plusieurs tournées en France et quelques concerts en Suisse et Espagne, le groupe enregistre un deuxième 45 tours, I close my eyes, produit par Kid Pharaon.
Après le départ d'Alain Bardin, Zahardin et Jérôme recrutent Alain Perrier, ex-bassiste de Kid Pharaon et Thierry Molinier, ex-batteur des Boys Scouts.
C'est sous cette formule à quatre qu'ils enregistrent leur album distribué par Stop It Baby records. Les quatre signent la production sous le nom fictif de « Ali Robber and the 40 babas ». Le titre single (Workin') Too Hard a fait l'objet d'un clip avant leur séparation le 17 mars 1990. 

## Membres
- Zara (Zahardin Boukortt) : chant, guitare, basse
- Jérôme Estèbe : guitare
- Alain Perrier « The Lonely One » (ex Kid Pharaon) : basse
- Alain Bardin : batterie
- Thierry Molinier (ex Vespa Bop, ex Boy-Scouts et futur No One Is Innocent puis Spor) : batterie

## Discographie

### Albums & Singles
- 1987 – Coming Too Fast/Hey Jennie/Butterfly Can't Fly (45 tours Teenage Rds) enregistré au studio Deltour, Toulouse
- 1987 – I Close my eyes/It Could Be So Easy (45 tours Teenage Rds) enregistré au Studio Le Chalet, Bordeaux
- 1988 – Lazy & Some Kind of Crazy (LP Stop It Baby Rs/Bondage) enregistré au Studio Le Chalet, Bordeaux
- 1988 – (Workin') Too Hard/International Playboy (45 tours Stop It Baby Rs/Bondage) enregistré au Studio Le Chalet, Bordeaux

### Autres
- 1987 – Eyes On You (Compilation Closer Rds) un titre Someone To Talk To
- 1989 – Le Légume du Jour (Compilation EP Fruit Again) un titre Good Time
- 1996 – Home Again (album solo de Zara) (Vicious Circle rds)
- 2014 - Eyes On You volume 2 (Compilation Closer Rds) un titre Good times